# Antonov An-225
Antonov An-225 Mriya (prescurtat An-225, Антонов Ан-225 Мрія, Cod NATO: Cossack) a fost un avion de transport militar strategic de mare gabarit, care a fost proiectat și construit de Antonov. Este considerat cel mai mare avion din lume, ținând cont de performanțele sale deosebite. Acesta a fost complet distrus la 27 februarie 2022, în urma bombardamentelor de la Kiev, Ucraina. 
Compania ucraineană de apărare de stat Ukroboronprom, care administrează Antonov, a emis ziua următoare o declarație în care spune că aeronava a fost distrusă, dar va fi reconstruită pe cheltuiala Rusiei – un cost estimat la 3 miliarde de dolari americani.
„Se estimează că restaurarea va costa peste 3 miliarde USD și va dura mai mult de cinci ani”, se arată în comunicat. „Sarcina noastră este să ne asigurăm că aceste costuri sunt acoperite de Federația Rusă, care a cauzat daune intenționate aviației și sectorului de transport aerian al Ucrainei.”

## Proiect
A fost proiectat într-un timp record de doar 3 ani și jumătate. A fost proiectat pentru a fi utilizat în cadrul programului spațial sovietic, ca un înlocuitor pentru Myasishchev VM-T 'Atlant'. Capabil de a transporta boosterele rachetei 'Energhia' și racheta în sine în încărcătură "captivă" (nu pentru a fi lansată), misiunea sa era aproape identică cu aceea a avionului de transport al rachetei americane Discovery.
An-225 este o extensie a precedentului proiect An-124. Pentru a întruni nevoile noului scop, două motoare suplimentare au fost adăugate, structura de rezistență a aripilor îmbunătățită, iar trenul de aterizare a fost mărit la un număr de 52 de roți. Ușa cargo posterioară și rampa versiunii An-124 au fost eliminate, și ampenajul a fost schimbat de la un singur stabilizator vertical la o coadă dublă cu un stabilizator orizontal supradimensionat. Diferit de An-124, An-225 nu a fost destinat pentru transporturi tactice și nu e desemnat pentru operațiuni de rază scurtă.

## Serviciu
Primul zbor al avionului An-225 a avut loc la 21 decembrie 1988. La ora actuală un singur exemplar se află în serviciu. Este disponibil pentru transporturi comerciale de gabarit depășit, de până la 250 tone. Un al doilea exemplar a fost parțial construit la sfârșitul anilor '80, dar nu a fost finalizat din motive financiare. Acesta a fost finalizat la sfârșitul lui 2008. Construirea altor exemplare va depinde de cererea pieței pentru transporturi aeriene de mare gabarit.
Antonov An-225 este cel mai greu avion din lume, deși anvergura sa este mai mică decât cea a hidroavionului "Spruce Goose" proiectat de Howard Hughes. Amândouă exemplarele - An-124 și An-225 - sunt mai mari decât C-5 Galaxy, cel mai mare avion din dotarea Statelor Unite. An-225 este de asemenea mai mare decât Airbus A380. In inaltime Antonov An-225 are 18,1m iar Airbus A380 are 24,1m. Airbus este mai inalt decat Antonov, dar nu poate transporta o greutate ca și cea transportata de Antonov. Anvergura avionului de tip cargo Antonov An-225 este de 88,4m iar cea a avionului civil Airbus A380 este de 79,8m rezultand ca avionul de tip cargo Antonov An-225 este mai mare decat Airbus A380.
În noiembrie 2004, Federația Aeronautică Internațională a introdus An-225 în Cartea Recordurilor pentru cele 106 recorduri și a performanțelor aeriene de excepție.

## Caracteristici generale
- Anul: 1988
- Echipaj: 6
- Personal în afara echipajului: 63
- Anvergură: 88.4 m
- Lungime: 84 m
- Inălțime: 18.1 m
- Suprafața aripilor 905 m2
- Motoare: TRDD D18T, 6 buc (23400 CP fiecare)
- Masa Max combustibil: 300 de tone
- Sarcină utilă maximă : 250 de tone
- Masa maximă (cu încărcătură): 600 de tone

## Performanțe

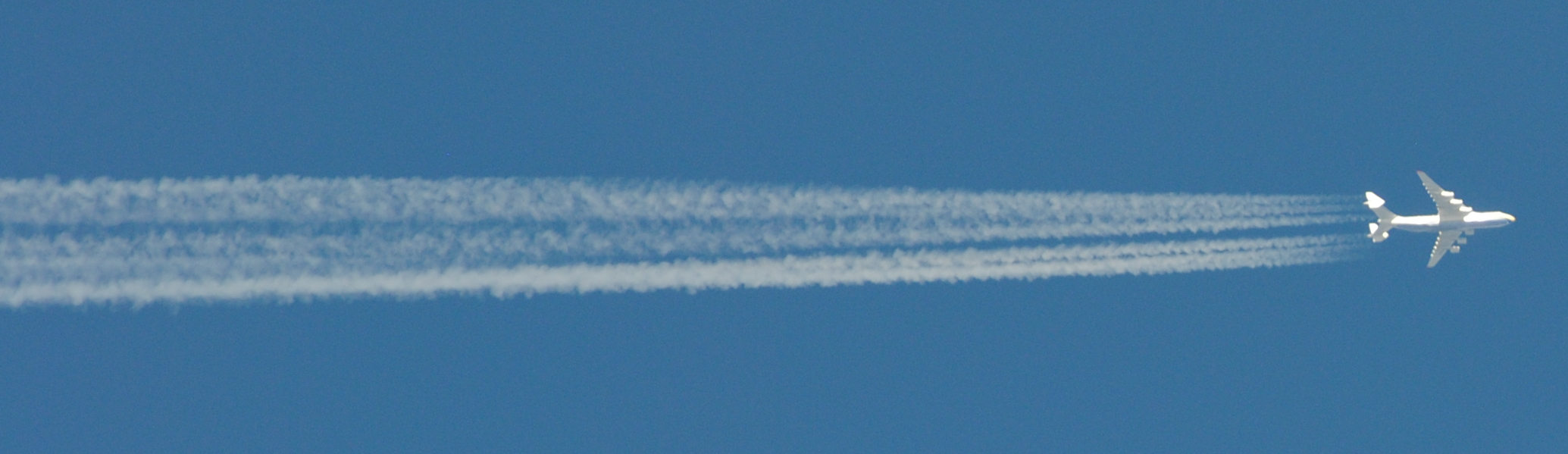

- Viteza de croazieră: 750–850 km/h
- Raza de acțiune cu 200 t încărcătură: 4.500 km
- Raza de acțiune cu 150 t încărcătură: 7000 km
- Raza de acțiune rezervoare la maxim: 15.400 km
- Plafon: pâna la 11.6 km
- Dimensiuni cargo (lungime, lățime, înălțime): 43.3 m x 6.4 m x 4.4 m
- Pista de decolare 3,5 km